# Kris Smet
Kris Smet (Wetteren, 5 januari 1942) is een Vlaams actrice, presentatrice, journalist, televisieregisseur en producer. Ze werkte steeds voor de Belgische Radio en Televisie.

## Biografie
Smet volgde onder meer opleidingen als logopediste en later Dramatische Kunsten aan het Conservatorium van Gent. Ze acteerde in de Gentse Opera en werkte als logopediste alvorens ze aangeworven werd door de Koninklijke Vlaamse Schouwburg in Brussel, waarna ze in dienst trad bij de BRT.
In 1967 speelde Smet de rol van het personage Renée de spionne in het jeugdfeuilleton Midas onder regie van Bert Struys, toen haar collega bij de KVS. Een andere bekende rol van haar was Anne de Crébillon in Fabian van Fallada. Ze acteerde ook in een zestal televisiefilms, waaronder een remake van de Driestuiversopera uit 1969. Ook presenteerde ze jeugdprogramma's en radioprogramma's.
Kris Smet werd actief als producer voor een aantal jeugd- en wetenschappelijke programma's waarvoor ze ook regelmatig journalistiek werk en presentaties verzorgde. Een vinger in de pap, Dokument, Oogappel,Mag ik eens wat vragen, dokter?, Over mijn lijf, Alle Vijf maar ook een later een aantal bijdragen aan het actualiteitenmagazine Panorama en Terzake.
Ze verrichtte baanbrekend werk in de participatie van kinderen en jeugd aan televisieprogramma's en in het bespreekbaar maken van heel wat thema's. In 2002 sloot Kris Smet haar carrière aan de VRT af, een carrière waar ze meermaals tegen het glazen plafond botste en zich sterk moest bewijzen alvorens als producer wetenschappen geaccepteerd te worden. In 2005 speelde ze nog een rolletje in De Wet volgens Milo.
Kris Smet was, tot het overlijden van haar echtgenoot in 2000, gehuwd met Bert Struys. Ze is de moeder van drie zonen, waarvan één, Patrick Struys in twee jeugdseries van de BRT meespeelde. In 2006 werd bekend dat ze een koppel vormt met journalist Walter Zinzen.
- International Standard Name Identifier: 0000 0004 3979 3845
- Nederlandse Thesaurus van Auteursnamen: 074177818
- Virtual International Authority File: 289052677
- WorldCat: E39PBJtmpymmQJX8J6wbdy7rbd